# Berylliumkarbid
Berylliumkarbid, eller Be2C, er et metal-karbid.  Meget lig diamant er det en meget hård forbindelse.
Berylliumkarbid fremstilles ved at ophede grundstofferne beryllium og carbon ved høje temperaturer (over 900°C). Det kan også fremstilles ved reduktion af berylliumoxid med carbon ved en temperatur på over 1.500°C:
2BeO + 3C → Be2C + 2CO
Berylliumkarbid nedbrydes meget langsomt i vand:
Be2C + 2H2O → 2BeO + CH4
Nedbrydningsraten er hurtigere i mineralsyrer med metanudvikling.
Be2C + 4 H+ → 2 Be2+ + CH4
I varm koncentreret alkali er reaktionen dog meget hurtig, og danner alkalimetal-beryllater og metan:
Be2C + 4OH− → 2 BeO22− + CH4

## Fodnoter
1. ↑  Beryllium Carbide Info Arkiveret 29. september 2011 hos  Wayback Machine American Elements  Retrieved June 11, 2009.